# Isodiametra norvegica
Isodiametra norvegica är en plattmaskart som först beskrevs av Westblad 1946.  Isodiametra norvegica ingår i släktet Isodiametra och familjen Isodiametridae. Inga underarter finns listade i Catalogue of Life.